# Bodo
Bodo (лат.) — род протистов из класса кинетопластид (Kinetoplastea). В отличие от большинства остальных представителей этой группы ведут свободный образ жизни, населяя водоёмы. Насчитывают около 20 видов.

## Строение
Размеры не превышают 25 микрон. Как и большинство других жгутиконосцев, Bodo обладают развитым скелетом, который поддерживает постоянную форму тела и позволяет преодолевать вязкость среды. Основную скелетную функцию выполняют собранные в ленты тубулиновые микротрубочки, подстилающие клеточную мембрану. Bodo передвигается в толще воды путём биения пары жгутиков, отходящих от клетки из расположенного субтерминально жгутикового кармана. При этом один из жгутиков ориентирован вперёд, а другой, более длинный, — назад. Кроме поступательного движения с помощью жгутиков, Bodo способны несколько изменять форму тела, сокращая цитоскелетные элементы (метаболирующее движение).

## Питание
В связи с наличием мощного цитоскелета у поверхности клетки, эндоцитоз, образование пищеварительных вакуолей и выброс непереваренных остатков возможен лишь в определённом участке жгутикового кармана. Пищевые частицы попадают туда, увлекаемые током, возникающим от биения одного из жгутиков.

## Осморегуляция
Регуляция осмотического давления осуществляется с помощью комплекса сократительной вакуоли, который состоит из нескольких собирающих везикул (спонгиома) и периодически опорожняющегося резервуара (собственно сократительной вакуоли). В зависимости от изменения осмотического давления окружающей среды (например, при перемещении из пресной воды в солёную) Bodo могут собирать и разбирать комплекс сократительной вакуоли.